# Çekirdeksiz, Polatlı
Çekirdeksiz là một xã thuộc huyện Polatlı, tỉnh Ankara, Thổ Nhĩ Kỳ. Dân số thời điểm năm 2011 là 198 người.